# Rahmenlokomotive

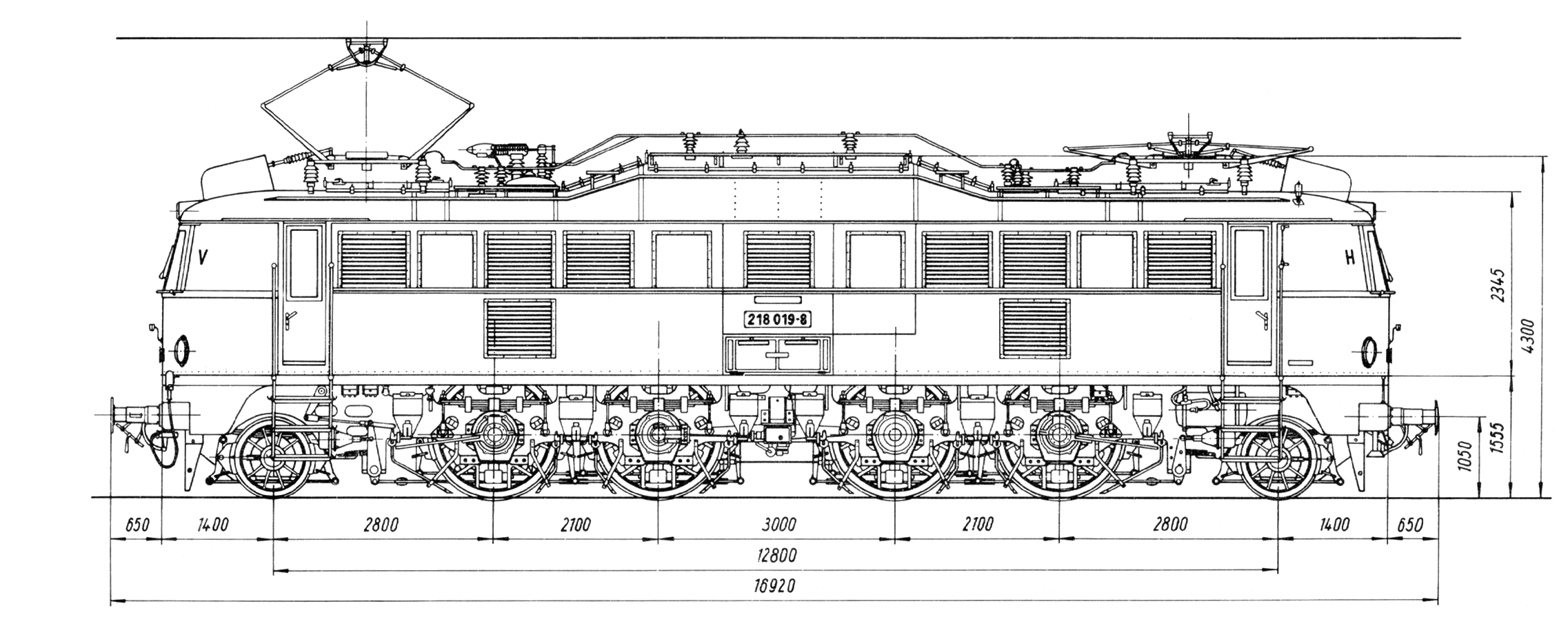
Die DR Elektrolok Baureihe E 18 als Rahmenlok mit vier fest im Hauptrahmen gelagerten Treibradsätzen mit der Achsformel 1’Do1’.

Die Elektrolok SBB Ae 4/6 als Rahmenlok mit zwei fest im Hauptrahmen gelagerten Treibradsätzen mit der Achsformel (1A)Bo(A1).

Eine Rahmenlokomotive ist eine Lokomotive, bei der sämtliche Treibachs-Radsätze direkt in einem gemeinsamen Hauptrahmen gelagert sind. Der Begriff wird häufig gebraucht, um Rahmenlokomotiven von Drehgestelllokomotiven abzugrenzen.
Die große Mehrheit der Dampflokomotiven wurde als Rahmenlokomotiven gebaut. Die Führung der Dampfleitungen zu den fest am Rahmen angebauten Triebwerken war einfach zu lösen. Gelenklokomotiven (Dampflokomotiven mit Triebdrehgestellen) wie z. B. die Bauarten Meyer, Fairlie oder Single Fairlie blieben selten.
Die ersten Elektrolokomotiven mit größeren Leistungen wurden nach dem Vorbild der Dampflokomotiven oft als Rahmenlokomotiven konstruiert. Die damals großen und schweren Fahrmotoren waren fest im Rahmen gelagert. Zur Abstützung des großen Gewichts und zur Verbesserung der Kurvengängigkeit kamen meistens Laufachsen zum Einsatz.
Seit den 1950er-Jahren werden nur noch kleinere zwei- und dreiachsige Elektro- und Diesellokomotiven als Rahmenlokomotiven konstruiert. Die großen Rahmenlokomotiven wurden von den laufachslosen Drehgestelllokomotiven abgelöst.